# Stone Gossard
Stone Carpenter Gossard (Seattle, Washington, 1966. július 20. –) a Pearl Jam amerikai rockegyüttes ritmusgitárosa, és Jeff Amenttel, valamint Mike McCreadyvel az együttes alapító tagja. Stone elsősorban a '80-as években a seattle-i grunge együttesekkel való munkája miatt vált ismertté és elismertté, még mielőtt a Pearl Jambe került volna, és azóta is sok más előadó albumain, koncertjein működött közre.

## Élete
Stone a seattle-i Northwest Schoolban végezte el a középiskolát 1984-ben. Az első együttes, amiben játszott, a March of Crimes volt, nem sok időt töltött itt, de ez tette ismertté az akkoriban kibontakozó seattle-i zenevilágban. Közeli barátságba került Steve Turnerrel, a későbbi Mudhoney gitárosával, akivel egy iskolába jártak, és csatlakozott együtteséhez, a The Ducky Boyshoz. Turner ezután  a basszusgitáros Jeff Ament, a dobos Alex Vincenttel, és a gitáros/énekes Mark Armmal a Green Riverben folytatta, és felkérte Stone-t, hogy csatlakozzon, hogy Arm az éneklésre koncentrálhasson inkább.
A Green River 1987-es feloszlását követően Jeff Ament-tel megalapította a Mother Love Bone-t. A banda történetének vége az énekes Andrew Wood halálával érkezett el, nem sokkal az első albumuk, az Apple megjelenése előtt. Stone és Jeff útjai ekkor majdnem elváltak, de végül a Chris Cornell által kezdeményezett Andy Wood-tribute projekt Temple of the Dog által együtt folytatták karrierjüket. Ebben a projektben szerepelt Eddie Vedder is, a Pearl Jam későbbi énekese. Stone demói és új dalai voltak, amik a Temple of the Dog, és az 1990-ben létrejövő Pearl Jam zenéjének alapját adták.

## Pearl Jam
A Pearl Jam alapítását követően Stone zenéje volt a meghatározó a banda korai számainak többségében. Debütáló albumuk, a Ten 11 dalából 8-nak ő írta a zenéjét, úgy mint az Alive-ét, a Black-ét vagy az Even Flow-ét. Azóta már ennél kisebb szerepe van az együttes zenéjének megírásában, inkább a többiekkel együttműködve teszi ezt. Az újabb dalok közül a Do the Evolution és a Life Wasted című szerzeményeket jegyzi ő.
Gossard híres a ritmuscentrikus gitárjátékáról, valamint kiváló dallam- és ritmusérzékéről. Zenéjére legnagyobb hatással a Led Zeppelin, a KISS és Jimi Hendrix voltak, ugyanúgy, mint a rap és a funk. Egyszer ezt mondta magáról:
"Szeretem az olyan ritmussal kapcsolatos dolgokat, amik egymással ellentétesen hatnak."
A Pearl Jam egy-két újabb dalában is őt hallhatjuk szólózni. Eddie Vedder mondta egyszer, hogy hihetetlenül nehéz Stone-nal együttműködni, mert sosem akar olyan ötleteken dolgozni, amikkel már korábban foglalkozott, tehát mire a banda utolérné, addigra őt már újabb tervek érdeklik. A gitáron kívül Gossard basszusgitáron és billentyűs hangszereken játszik, valamint vokálozik is, sőt: a Don't Gimme No Lip és a Mankind című dalokat ő énekelte fel a Pearl Jam lemezeire.
A 2006-os Pearl Jam című album megjelenése után a Rolling Stone magazin szerkesztője, David Fricke azt írta a lemez kritikájában, hogy "rendesen eltolta", mikor a 2003-as "Minden idők 100 legjobb gitárosa" listáról kihagyta Stone-t, és a szólógitáros Mike McCready-t is.

## Egyéb munkássága
Gossard szerepelt az 1992-es Facérok című filmben, ahol önmagát alakította a főszereplő Matt Dillon rockbandájában.
A Pearl Jamtől függetlenül Stone alapító tagja a seattle-i Brad nevű bandának is, ez amolyan "side-project" a számára. 3 albumuk jelent meg ezidáig.
1994-ben a Pearl Jam által a Ticketmaster ellen, a túl magas koncertjegy-árak miatt indított per tárgyalásán Jeff Ament-tel együtt jelent meg, és tanúskodott a rajongók jogainak védelme érdekében.
Brades zenésztársával, Regan Hagar-ral Loosegroove Records néven 1994-ben lemezkiadót alapított, amely több zenei irányzat képviselőinek lemezét is kiadta, például rock és hiphopelőadókét is. Stone szerződtette a Queens of the Stone Age bandát, és ő adta ki a debütáló albumukat is 1998-ban. A Loosegroove 2000-ben bezárt.
Stone ezen kívül a seattle-i Studio Litho tulajdonosa is, ahol olyan előadók rögzítették már lemezeiket, mint a Soundgarden, Deftones, Staind, a Brad vagy épp a Pearl Jam.
Gossard tehetséges festőművész is, több műve szerepel a Pearl Jam lemezeinek borítóján, csakúgy, mint a 2001-ben kiadott Bayleaf című első szólóalbumáén is.
A Satchel, a Green Apple Quick Step, a Weapon of Choice és a Critters Buggin bandák lemezein is közreműködött.

## Diszkográfia
| Év   | Együttes                                                    | Cím | Kiadó                            | Játszott számok                                                                                  |
| 1985 | Green River                                                 | Come on Down | Homestead Records                | Mind                                                                                             |
| 1986 | Green River                                                 | Deep Six | C/Z Records                      | "10,000 Things" és "Your Own Best Friend"                                                        |
| 1987 | Green River                                                 | Dry As a Bone | Sub Pop                          | Mind                                                                                             |
| 1988 | Green River                                                 | Motor City Madness | Glitterhouse Records             | "Searchin' (Good Things Come)"                                                                   |
| 1988 | Green River                                                 | Rehab Doll | Sub Pop                          | Mind                                                                                             |
| 1988 | Green River                                                 | Sub Pop 200 | Sub Pop                          | "Hangin' Tree"                                                                                   |
| 1989 | Mother Love Bone                                            | Shine | Stardog/Mercury Records          | Mind                                                                                             |
| 1989 | Green River                                                 | This House Is Not A Motel                                                                                                | Glitterhouse Records             | "Swallow My Pride"                                                                               |
| 1989 | Green River                                                 | Sub Pop Rock City | Glitterhouse Records             | "Hangin' Tree"                                                                                   |
| 1989 | Green River                                                 | Another Pyrrhic Victory: The Only Compilation Of Dead Seattle God Bands                                                  | C/Z Records                      | "Bazaar" és "Away In Manger"                                                                     |
| 1990 | Mother Love Bone                                            | Apple | Stardog/Mercury Records          | Mind                                                                                             |
| 1990 | Green River                                                 | Endangered Species | Glitterhouse Records             | "Ain't Nothing To Do"                                                                            |
| 1990 | Green River                                                 | Rehab Doll/Dry As a Bone                                                                                                 | Sub Pop                          | Mind                                                                                             |
| 1991 | Temple of the Dog                                           | Temple of the Dog | A&M                              | Mind                                                                                             |
| 1991 | Pearl Jam                                                   | Ten | Epic                             | Mind                                                                                             |
| 1992 | Pearl Jam                                                   | Stanley, Son of Theodore: Yet Another Alternative Music Sampler                                                          | Epic/Columbia                    | "Alive" (Live)                                                                                   |
| 1992 | Pearl Jam                                                   | Facérok filmzene | Epic                             | "Breath" és "State of Love and Trust"                                                            |
| 1992 | Mother Love Bone                                            | Facérok filmzene | Epic                             | "Chloe Dancer/Crown of Thorns"                                                                   |
| 1992 | Green River                                                 | Afternoon Delight: Love Songs From Sub Pop                                                                               | Sub Pop                          | "Baby Takes"                                                                                     |
| 1992 | Mother Love Bone                                            | Stardog Champion | Stardog/Mercury Records          | Mind                                                                                             |
| 1993 | Mother Love Bone                                            | Thrash And Burn: The Metal Alternative                                                                                   | Sony                             | "Capricorn Sister"                                                                               |
| 1993 | Brad                                                        | Shame | Sony                             | Mind                                                                                             |
| 1993 | Pearl Jam                                                   | Sweet Relief: A Benefit for Victoria Williams                                                                            | Thirsty Ear/Chaos                | "Crazy Mary"                                                                                     |
| 1993 | Pearl Jam                                                   | Judgment Night filmzene                                                                                                  | Epic                             | "Real Thing" (a Cypress Hill-lel)                                                                |
| 1993 | Pearl Jam                                                   | In Defense of Animals | Restless Records                 |                                                                                                  |
| 1993 | Pearl Jam                                                   | Vs. | Epic                             | Mind                                                                                             |
| 1993 | Mother Love Bone                                            | The Best Of Grunge Rock                                                                                                  | Priority Records                 | "Stardog Champion"                                                                               |
| 1994 | Pearl Jam                                                   | Vitalogy | Epic                             | Mind, kivéve "Bugs" és "Hey Foxymophandlemama, That's Me"                                        |
| 1995 | Mother Love Bone                                            | Alterno-Daze: Natural 90s Selection                                                                                      | MCA Records                      | "Stardog Champion"                                                                               |
| 1995 | Neil Young                                                  | Mirror Ball | Reprise Records                  | Mind                                                                                             |
| 1996 | Pearl Jam                                                   | Home Alive: The Art of Self Defense                                                                                      | Epic                             | "Leaving Here"                                                                                   |
| 1996 | Thermadore                                                  | Monkey on Rico | Holiday Records/Atlantic Records | 4 dal, köztük a "Pushing" és "Anton"                                                             |
| 1996 | Pearl Jam                                                   | M.O.M., Vol. 1: Music for Our Mother Ocean                                                                               | Interscope                       | "Gremmie Out of Control"                                                                         |
| 1996 | Pearl Jam                                                   | No Code | Epic                             | Mind                                                                                             |
| 1996 | Green River                                                 | Hype! filmzene | Sub Pop                          | "Swallow My Pride" (1987 Demo)                                                                   |
| 1996 | Pearl Jam                                                   | Hype! filmzene | Sub Pop                          | "Not For You" (Élőben a Self-Pollution Radio-ban)                                                |
| 1997 | Mother Love Bone                                            | Proud To Be Loud | Debutante Records                | "Bone China"                                                                                     |
| 1997 | Brad                                                        | Interiors | Sony                             | Mind                                                                                             |
| 1997 | Pearl Jam                                                   | The Bridge School Concerts, Vol. 1                                                                                       | Reprise Records                  | "Nothingman" (Live)                                                                              |
| 1998 | Pearl Jam                                                   | Yield | Epic                             | Mind, kivéve "●"                                                                                 |
| 1998 | Pearl Jam                                                   | Chicago Cab filmzene | Loose Groove                     | "Who You Are" és "Hard To Imagine"                                                               |
| 1998 | Pearl Jam                                                   | Live on Two Legs | Epic                             | Mind                                                                                             |
| 1999 | Pearl Jam                                                   | No Boundaries: A Benefit for the Kosovar Refugees                                                                        | Epic                             | "Last Kiss" és "Soldier of Love"                                                                 |
| 1999 | Pearl Jam                                                   | M.O.M., Vol. 3: Music for Our Mother Ocean                                                                               | Hollywood Records                | "Whale Song"                                                                                     |
| 1999 | Pearl Jam                                                   | Movie Music: The Definitive Performances (A Sony Music 100 Years: Soundtrack for a Century boxszettben is megtalálható.) | Columbia/Epic/Legacy Recordings  | "State of Love and Trust"                                                                        |
| 1999 | Pearl Jam                                                   | Rock: Train Kept a Rollin' (A Sony Music 100 Years: Soundtrack for a Century boxszettben is megtalálható.)               | Sony                             | "Black"                                                                                          |
| 2000 | Green River                                                 | Wild and Wooly: The Northwest Rock Collection                                                                            | Sub Pop                          | "This Tn"                                                                                        |
| 2000 | Pearl Jam                                                   | Wild and Wooly: The Northwest Rock Collection                                                                            | Sub Pop                          | "Even Flow" (Live)                                                                               |
| 2000 | Pearl Jam                                                   | Binaural | Epic                             | Mind, kivéve "Soon Forget"                                                                       |
| 2000 | Josh Freese                                                 | The Notorious One Man Orgy                                                                                               | Kung Fu Records                  | "Men & Women"                                                                                    |
| 2000 | Pearl Jam                                                   | European Bootlegs | Epic                             | Mind                                                                                             |
| 2001 | Mother Love Bone                                            | Alternative Moments | Sony                             | "Chloe Dancer/Crown of Thorns"                                                                   |
| 2001 | Pearl Jam                                                   | North American Bootlegs, Volume 1                                                                                        | Epic                             | Mind                                                                                             |
| 2001 | Pearl Jam                                                   | North American Bootlegs, Volume 2                                                                                        | Epic                             | Mind                                                                                             |
| 2001 | Pearl Jam                                                   | Substitute: Songs from the Who                                                                                           | Edel Music                       | "The Kids Are Alright" (Live)                                                                    |
| 2001 | Stone Gossard                                               | Bayleaf | Sony                             | Mind                                                                                             |
| 2002 | Brad                                                        | Welcome to Discovery Park                                                                                                | Redline Ent.                     | Mind                                                                                             |
| 2002 | Pearl Jam                                                   | Riot Act | Epic                             | Mind, kivéve "Arc"                                                                               |
| 2003 | Pearl Jam                                                   | 2003 Bootlegs (Australia, Japan, and North America)                                                                      | Epic                             | Mind                                                                                             |
| 2003 | Mike McCready, Stone Gossard, Cole Peterson, és Chris Friel | Live From Nowhere Near You                                                                                               | Funkhead Music                   | "Powerless"                                                                                      |
| 2003 | Pearl Jam                                                   | Lost Dogs | Epic                             | Mind, kivéve "Footsteps", "Strangest Tribe", és "Drifting"                                       |
| 2003 | Pearl Jam                                                   | Nagy Hal filmzene | Sony                             | "Man of the Hour"                                                                                |
| 2004 | Pearl Jam                                                   | Hot Stove, Cool Music, Vol. 1                                                                                            | Fenway Recordings                | "Bu$hleaguer" (Live)                                                                             |
| 2004 | Steve Turner                                                | Searching for Melody | Roslyn Recordings                | Néhány                                                                                           |
| 2004 | Pearl Jam                                                   | Riding Giants filmzene                                                                                                   | Milan Records                    | "Go"                                                                                             |
| 2004 | Pearl Jam                                                   | Live at Benaroya Hall | BMG                              | Mind                                                                                             |
| 2004 | Critters Buggin                                             | Stampede | Rope-a-dope                      | "Toad Garden"                                                                                    |
| 2004 | Jack Irons                                                  | Attention Dimension | Breaching Whale                  | "Water Song"                                                                                     |
| 2004 | Steve Turner                                                | And His Bad Ideas | Roslyn Recordings                | Néhány                                                                                           |
| 2004 | Pearl Jam                                                   | Songs and Artists that Inspired Fahrenheit 9/11                                                                          | Epic/Sony                        | "Masters of War" (Live)                                                                          |
| 2004 | Pearl Jam                                                   | For the Lady | Rhino/Warner                     | "Better Man" (Live)                                                                              |
| 2004 | Pearl Jam                                                   | Rearviewmirror: Greatest Hits 1991-2003                                                                                  | Epic                             | Mind, kivéve "I Got Id"                                                                          |
| 2005 | Brad /Satchel                                               | Brad vs Satchel | The Establishment Store          | Mind, kivéve "Looking Forward", "Peace and Quiet", "Takin' It Back", és "Who's Side Are You On?" |
| 2006 | Green River                                                 | Sleepless in Seattle: The Birth of Grunge                                                                                | Livewire Recordings              | "Come on Down"                                                                                   |
| 2006 | Pearl Jam                                                   | Pearl Jam | J Records                        | Mind, kivéve "Wasted Reprise"                                                                    |
| 2006 | Pearl Jam                                                   | Live at Easy Street | J Records                        | Mind                                                                                             |
| 2007 | Pearl Jam                                                   | Surf's Up filmzene | Sony                             | "Big Wave"                                                                                       |
| 2007 | Pearl Jam                                                   | Live at the Gorge 05/06                                                                                                  | Monkey Wrench                    | Mind                                                                                             |